# César pro nejlepšího herce
César pro nejlepšího herce je jedna z kategorií francouzské filmové ceny César. Kategorie existuje od vzniku ceny v roce 1976.

## Vítězové a nominovaní

### 70. léta
- 1976: Philippe Noiret jako Julien Dandieu ve filmu Stará puška (Le vieux fusil)
  - Gérard Depardieu jako doktor Jean-Pierre Berg ve filmu Sept Morts sur ordonnance (Sept morts sur ordonnance)
  - Victor Lanoux jako Ludovic ve filmu Bratranec a sestřenice (Cousin, cousine)
  - Jean-Pierre Marielle jako Henri Serin ve filmu Les Galettes de Pont-Aven (Les Galettes de Pont-Aven)

- 1977: Michel Galabru jako Joseph Bouvier ve filmu Soudce a vrah (Le Juge et l'assassin)
  - Alain Delon jako Robert Klein ve filmu Pan Klein (Monsieur Klein)
  - Gérard Depardieu jako Gérard ve filmu Poslední žena (La Dernière femme)
  - Patrick Dewaere jako Marc ve filmu Nejlepší způsob chůze (La Meilleure façon de marcher)

- 1978: Jean Rochefort jako Le Capitaine ve filmu Krab bubeník (Le Crabe-tambour)
  - Alain Delon jako Xavier Maréchal ve filmu Smrt darebáka (La Mort d'un pourri)
  - Charles Denner jako Bertrand Morane ve filmu Muž, který měl rád ženy (L'Homme qui aimait les femmes)
  - Gérard Depardieu jako David Martinaud ve filmu Řekněte jí, že ji miluji (Dites-lui que je l'aime)
  - Patrick Dewaere jako soudce Jean-Marie Fayard ve filmu Soudce zvaný šerif (Le Juge Fayard dit « le Shériff »)

- 1979: Michel Serrault jako Albin Mougeotte nebo Zaza Napoli, l'Abeille ve filmu Klec bláznů (La Cage aux folles)
  - Claude Brasseur jako Serge ve filmu Docela obyčejný příběh (Une histoire simple)
  - Jean Carmet jako Adrien Courtois ve filmu Cukr (Le Sucre)
  - Gérard Depardieu jako Renaud D'Homécourt de la Vibraye řečený Raoul ve filmu Cukr (Le Sucre)

### 80. léta
- 1980: Claude Brasseur jako komisař Jacques Fush ve filmu Válka policajtů (La Guerre des polices)
  - Patrick Dewaere jako Franck Poupart nebo Poupée ve filmu Černá řada (Série noire)
  - Yves Montand jako prokurátor Henri Volney ve filmu I jako Ikaros (I… comme Icare)
  - Jean Rochefort jako Martin Belhomme ve filmu Odvahu a nohy na ramena (Courage fuyons)

- 1981: Gérard Depardieu jako Bernard Granger ve filmu Poslední metro (Le Dernier métro)
  - Patrick Dewaere jako Bruno Calgani ve filmu Špatný syn (Un mauvais fils)
  - Philippe Noiret jako inspektor Louis Baroni ve filmu Hlava nebo orel (Pile ou face)
  - Michel Serrault jako Albin Mougeotte nebo Zaza Napoli ve filmu Klec bláznů II (La Cage aux folles 2)

- 1982: Michel Serrault jako Jérôme Martinaud ve filmu Svědek (Garde à vue)
  - Patrick Dewaere jako Rémi ve filmu Otčím (Beau-père)
  - Philippe Noiret jako Louis Cordier ve filmu Čistka (Coup de torchon)
  - Michel Piccoli jako Bernard Malair ve filmu Zvláštní případ (Une étrange affaire)

- 1983: Philippe Léotard jako Dédé Laffont ve filmu Práskač (La Balance)
  - Gérard Depardieu jako Georges Danton ve filmu Danton (Danton)
  - Gérard Lanvin jako Antoine Béranger ve filmu Tir groupé (Tir groupé)
  - Lino Ventura jako Jean Valjean ve filmu Bídníci (Les Misérables)

- 1984: Coluche jako Lambert ve filmu Ahoj, tajtrlíku! (Tchao pantin)
  - Gérard Depardieu jako Jean Lucas ve filmu Otec a otec (Les Compères)
  - Yves Montand jako Alex ve filmu Garçon! (Garçon !)
  - Michel Serrault jako očko ve filmu Zhoubné pátrání (Mortelle Randonnée)
  - Alain Souchon jako Florimond nebo Pin-Pon ve filmu Vražedné léto (L'Été meurtrier)

- 1985: Alain Delon jako Robert Avranches ve filmu Náš příběh (Notre histoire)
  - Gérard Depardieu jako Charles Saganne ve filmu Pevnost Saganne (Fort Saganne)
  - Louis Ducreux jako M. Ladmiral ve filmu Neděle na venkově (Un Dimanche à la campagne)
  - Philippe Noiret jako inspektor René Boisrond ve filmu Prohnilí (Les Ripoux)
  - Michel Piccoli jako Akiva Liebskind ve filmu Nebezpečná partie (La Diagonale du fou)

- 1986: Christopher Lambert jako Fred ve filmu Podzemka (Subway)
  - Gérard Depardieu jako inspektor Antoine Mangin ve filmu Policie (Police)
  - Robin Renucci jako Forster ve filmu Escalier C (Escalier C)
  - Michel Serrault jako inspektor Robert Staniland ve filmu Umírá se jen dvakrát (On ne meurt que deux fois)
  - Lambert Wilson jako Quentin ve filmu Schůzka (Rendez-vous)

- 1987: Daniel Auteuil jako Ugolin Soubeyran nebo Galinette ve filmech Jean od Floretty (Jean de Florette) a Manon od pramene (Manon des sources)
  - Jean-Hugues Anglade jako Zorg ve filmu Betty Blue (37°2 le matin)
  - Michel Blanc jako Antoine ve filmu Večerní úbor (Tenue de soirée)
  - André Dussollier jako Marcel Blanc ve filmu Mélo (Mélo)
  - Christophe Malavoy jako Simon ve filmu Žena mého života (La Femme de ma vie)

- 1988: Richard Bohringer jako Pelo ve filmu Velká cesta (Le Grand chemin)
  - Jean Carmet jako Miss Mona ve filmu Miss Mona (Miss Mona)
  - Gérard Depardieu jako abbé Donissan ve filmu Pod sluncem Satanovým (Sous le soleil de Satan)
  - Gérard Jugnot jako Rivetot ve filmu Tandem (Tandem)
  - Christophe Malavoy jako Charles Sambrat ve filmu De guerre lasse (De guerre lasse)
  - Jean Rochefort jako Michel Mortez ve filmu Tandem (Tandem)

- 1989: Jean-Paul Belmondo jako Sam Lion ve filmu Cesta zhýčkaného dítěte (Itinéraire d'un enfant gâté)
  - Richard Anconina jako Albert Duvivier ve filmu Cesta zhýčkaného dítěte (Itinéraire d'un enfant gâté)
  - Daniel Auteuil jako Martial ve filmu Několik dní se mnou (Quelques jours avec moi)
  - Jean-Marc Barr jako Jacques Mayol ve filmu Magická hlubina (Le Grand bleu)
  - Gérard Depardieu jako Auguste Rodin ve filmu Camille Claudelová (Camille Claudel)

### 90. léta
- 1990: Philippe Noiret jako major Dellaplane ve filmu Život a nic jiného (La Vie et rien d'autre)
  - Jean-Hugues Anglade jako Rossignol ve filmu Indické nokturno (Nocturne indien)
  - Michel Blanc jako pan Hire ve filmu Pan Hire (Monsieur Hire)
  - Gérard Depardieu jako Bernard Barthélémy ve filmu Příliš krásná (Trop belle pour toi)
  - Hippolyte Girardot jako Hippo ve filmu Láska bez lítosti (Un monde sans pitié)
  - Lambert Wilson jako abbé Pierre ve filmu Hiver 54, l'abbé Pierre (Hiver 54, l'abbé Pierre)

- 1991: Gérard Depardieu jako Cyrano z Bergeracu ve filmu Cyrano z Bergeracu (Cyrano de Bergerac)
  - Daniel Auteuil jako Pierre-François Lacenaire ve filmu Lacenaire
  - Fabrice Luchini jako Antoine ve filmu La Discrète (La Discrète)
  - Michel Piccoli jako Milou ve filmu Milou v máji (Milou en mai)
  - Jean Rochefort jako Antoine ve filmu Manžel kadeřnice (Le Mari de la coiffeuse)
  - Michel Serrault jako doktor Marcel Petiot ve filmu Docteur Petiot (Docteur Petiot)

- 1992: Jacques Dutronc jako Vincent van Gogh ve filmu Van Gogh (Van Gogh)
  - Hippolyte Girardot jako Patrick Perrault ve filmu Hors la vie (Hors la vie)
  - Gérard Jugnot jako Michel Berthier ve filmu Báječné časy (Une époque formidable...)
  - Jean-Pierre Marielle jako pan de Sainte-Colombe ve filmu Všechna jitra světa (Tous les matins du monde)
  - Michel Piccoli jako Edouard Frenhofer ve filmu Krásná hašteřilka (La Belle noiseuse)

- 1993: Claude Rich jako Charles Talleyrand ve filmu Le Souper (Le Souper)
  - Daniel Auteuil jako Stéphane ve filmu Srdce v zimě (Un coeur en hiver)
  - Richard Berry jako Adam ve filmu Le petit prince a dit (Le Petit prince a dit)
  - Claude Brasseur jako Joseph Fouché ve filmu Le Souper (Le Souper)
  - Vincent Lindon jako Victor ve filmu Krize (La Crise)

- 1994: Pierre Arditi jako Toby Teasdale / Miles Coombes / Lionel Hepplewick / Joe Hepplewick ve filmu Smoking / No Smoking (Smoking / No Smoking)
  - Daniel Auteuil jako Antoine ve filmu Mé oblíbené období (Ma saison préférée)
  - Michel Boujenah jako Bajou ve filmu Le Nombril du monde (Le Nombril du monde)
  - Christian Clavier jako Jacquouille la fripouille / Jacques-Henri Jacquard ve filmu Návštěvníci (Les Visiteurs)
  - Jean Reno jako Godefroy Amaury de Malfête, hrabě de Montmirail, d'Apremont a de Papincourt ve filmu Návštěvníci (Les Visiteurs)

- 1995: Gérard Lanvin jako Jean-Paul ve filmu Nejmilejší syn (Le Fils préféré)
  - Daniel Auteuil jako Pierre ve filmu Odloučení (La Séparation)
  - Gérard Depardieu jako Hyacinthe Chabert ve filmu Plukovník Chabert (Le Colonel Chabert)
  - Jean Reno jako Léon ve filmu Leon (Léon)
  - Jean-Louis Trintignant jako Joseph Kern ve filmu Tři barvy: Červená (Trois couleurs: Rouge)

- 1996: Michel Serrault jako Pierre Arnaud ve filmu Nelly a pan Arnaud (Nelly & Monsieur Arnaud)
  - Vincent Cassel jako Vinz ve filmu Nenávist (La Haine)
  - Alain Chabat jako Laurent Lafaye ve filmu Manželství po francouzsku (Gazon maudit)
  - François Cluzet jako Antoine ve filmu Les Apprentis (Les Apprentis)
  - Jean-Louis Trintignant jako plukovník Massagual ve filmu Fiesta (Fiesta)

- 1997: Philippe Torreton jako Conan ve filmu Kapitán Conan (Capitaine Conan)
  - Daniel Auteuil jako Harry ve filmu Osmý den (Le Huitième jour)
  - Charles Berling jako baron Grégoire Ponceludon de Malavoy ve filmu Nevinné krutosti (Ridicule)
  - Fabrice Luchini jako Pierre-Augustin de Beaumarchais ve filmu Rošťák Beaumarchais (Beaumarchais, l'insolent)
  - Patrick Timsit jako Adrien ve filmu Někdo to rád holky (Pédale douce)

- 1998: André Dussollier jako Simon ve filmu Stará známá písnička (On connaît la chanson)
  - Daniel Auteuil jako Lagardère / le Bossu ve filmu Hrbáč (Le Bossu)
  - Charles Berling jako Jean-Marie ve filmu Nettoyage à sec (Nettoyage à sec)
  - Alain Chabat jako Didier ve filmu Didier (Didier)
  - Patrick Timsit jako Nounours ve filmu Udavač (Le Cousin)

- 1999: Jacques Villeret jako François Pignon ve filmu Blbec k večeři (Le Diner de cons)
  - Charles Berling jako Martin ve filmu L'Ennui (L'Ennui)
  - Jean-Pierre Darroussin jako Gabriel Lecouvreur, « le Poulpe » ve filmu Le Poulpe (Le Poulpe)
  - Antoine de Caunes jako Simon Eskanazy ve filmu Muž je žena jako každá jiná (L'Homme est une femme comme les autres)
  - Pascal Greggory jako François ve filmu Všichni, kdo mě mají rádi, pojedou vlakem (Ceux qui m'aiment prendront le train)

### 0. léta
- 2000: Daniel Auteuil jako Gabor ve filmu Dívka na mostě (La Fille sur le pont)
  - Jean-Pierre Bacri jako Simon Polaris ve filmu Kennedy et moi (Kennedy et moi)
  - Albert Dupontel jako doktor Bruno Sachs ve filmu La Maladie de Sachs (La Maladie de Sachs)
  - Vincent Lindon jako Ivan Lansi ve filmu Můj malý podnik (Ma petite entreprise)
  - Philippe Torreton jako Daniel Lefebvre ve filmu Vše začíná dnes (Ça commence aujourd'hui)

- 2001: Sergi López jako Harry ve filmu Harry to s vámi myslí dobře (Harry, un ami qui vous veut du bien)
  - Jean-Pierre Bacri jako Jean-Jacques Castella ve filmu Někdo to rád jinak (Le Goût des autres)
  - Charles Berling jako Jean Barnery ve filmu Sentimentální osudy (Les Destinées sentimentales)
  - Bernard Giraudeau jako Frédéric Delamont ve filmu V zajetí chuti (Une affaire de goût)
  - Pascal Greggory jako Alain ve filmu Zmatené vztahy (La Confusion des genres)

- 2002: Michel Bouquet jako Maurice ve filmu Comment j'ai tué mon père (Comment j'ai tué mon père)
  - Éric Caravaca jako Adrien ve filmu Důstojnický pokoj (La Chambre des officiers)
  - Vincent Cassel jako Paul Angeli ve filmu Čti mi ze rtů (Sur mes lèvres)
  - André Dussollier jako Paul Guetz ve filmu Tanguy (Tanguy)
  - Jacques Dutronc jako Dimitri ve filmu To je život (C'est la vie)

- 2003: Adrien Brody jako Władysław Szpilman ve filmu Pianista (The Pianist)
  - Daniel Auteuil jako Jean-Marc Faure ve filmu Nepřítel (L'Adversaire)
  - François Berléand jako Jean-Louis Broustal ve filmu Jak řeknete, šéfe (Mon idole)
  - Bernard Campan jako Philippe ve filmu Se souvenir des belles choses (Se souvenir des belles choses)
  - Mathieu Kassovitz jako Riccardo Fontana ve filmu Amen. (Amen.)

- 2004: Omar Sharif jako monsieur Ibrahim ve filmu Můj učitel Ibrahim (Monsieur Ibrahim et les fleurs du Coran)
  - Daniel Auteuil jako Antoine Letoux ve filmu Až po vás (Après vous...)
  - Jean-Pierre Bacri jako Jacques ve filmu Les Sentiments (Les Sentiments)
  - Gad Elmaleh jako Choukri nebo Chouchou ve filmu Chouchou – miláček Paříže (Chouchou)
  - Bruno Todeschini jako Thomas ve filmu Jeho bratr (Son frère)

- 2005: Mathieu Amalric jako Ismaël ve filmu Králové a královna (Rois et reine)
  - Daniel Auteuil jako Léo Vrinks ve filmu Válka policajtů (36 Quai des Orfèvres)
  - Gérard Jugnot jako Clément Mathieu ve filmu Slavíci v kleci (Les Choristes)
  - Benoît Poelvoorde jako Bernard Frédéric ve filmu Superstar (Podium)
  - Philippe Torreton jako Yvon le Guen ve filmu Strážce majáku (L'Équipier)

- 2006: Michel Bouquet jako François Mitterrand ve filmu Le Promeneur du Champ-de-Mars (Le Promeneur du Champ-de-Mars)
  - Patrick Chesnais jako Jean-Claude Delsart ve filmu Je ne suis pas là pour être aimé (Je ne suis pas là pour être aimé)
  - Romain Duris jako Tom ve filmu Tlukot mého srdce se zastavil (De battre mon coeur s'est arręté)
  - José Garcia jako Bruno Davert ve filmu Sekera (Le Couperet)
  - Benoît Poelvoorde jako Laurent Kessler ve filmu V jeho rukou (Entre ses mains)

- 2007: François Cluzet jako Alexandre Beck ve filmu Nikomu to neříkej (Ne le dis à personne)
  - Michel Blanc jako Aymé Pigrenet ve filmu Ó, jak jsi krásný (Je vous trouve très beau)
  - Alain Chabat jako Luis Costa dit Pipou ve filmu Půjč mi svou ruku (Prête-moi ta main)
  - Gérard Depardieu jako Alain Moreau ve filmu Píseň pro tebe (Quand j'étais chanteur)
  - Jean Dujardin jako Hubert Bonisseur de la Bath, « OSS-117 » ve filmu Agent 117 (OSS 117: Le Caire nid d'espions)

- 2008: Mathieu Amalric jako Jean-Dominique Bauby ve filmu Skafandr a motýl (Le Scaphandre et le papillon)
  - Michel Blanc jako Adrien ve filmu Svědci (Les Témoins)
  - Jean-Pierre Darroussin jako zahradník Léo nebo Dujardin ve filmu Rozhovory s mým zahradníkem (Dialogue avec mon jardinier)
  - Vincent Lindon jako Bertrand Liévain ve filmu Ceux qui restent (Ceux qui restent)
  - Jean-Pierre Marielle jako Salomon Bellinsky ve filmu Tančit je lepší (Faut que ça danse!)

- 2009: Vincent Cassel jako Jacques Mesrine ve filmech Veřejný nepřítel č. 1 (L'Instinct de mort) a Veřejný nepřítel č. 1: Epilog (L'Ennemi public n°1)
  - François-Xavier Demaison jako Coluche ve filmu Coluche, l'histoire d'un mec (Coluche, l'histoire d'un mec)
  - Guillaume Depardieu jako Damien ve filmu Versailles (Versailles)
  - Albert Dupontel jako Antoine Méliot ve filmu Deux jours à tuer (Deux jours à tuer)
  - Jacques Gamblin jako Robert Duval ve filmu První den zbytku tvýho života (Le Premier jour du reste de ta vie)

### 10. léta
- 2010: Tahar Rahim jako Malik El Djebena ve filmu Prorok (Un Prophète)
  - Yvan Attal jako Stanislas Graff ve filmu Unesený (Rapt)
  - François Cluzet jako Paul / Philippe Miller ve filmu À l'origine (À l'origine)
  - François Cluzet jako Hervé Chabalier ve filmu Poslední na cestu (Le Dernier pour la route)
  - Vincent Lindon jako Simon Calmat ve filmu Welcome (Welcome)

- 2011: Éric Elmosnino jako Serge Gainsbourg ve filmu Serge Gainsbourg: Heroický život (Gainsbourg, vie héroïque)
  - Gérard Depardieu jako Serge Pilardosse ve filmu Na mamuta! (Mammuth)
  - Romain Duris jako Alex Lippi ve filmu (K)lamač srdcí (L'Arnacoeur)
  - Jacques Gamblin jako Arthur Martin ve filmu Le Nom des gens (Le Nom des gens)
  - Lambert Wilson jako Christian de Chergé ve filmu O bozích a lidech (Des hommes et des dieux)

- 2012: Omar Sy jako Driss ve filmu Nedotknutelní (Intouchables)
  - Sami Bouajila jako Omar Raddad ve filmu Omar m'a tuer (Omar m'a tuer)
  - François Cluzet jako Philippe ve filmu Nedotknutelní (Intouchables)
  - Jean Dujardin jako George Valentin ve filmu Umělec (The Artist)
  - Olivier Gourmet jako Bertrand Saint-Jean ve filmu Ministr (L'Exercice de l'État)
  - Denis Podalydès jako Nicolas Sarkozy ve filmu Dobývání moci (La Conquête)
  - Philippe Torreton jako Alain Marécaux ve filmu Présumé coupable (Présumé coupable)

- 2013: Jean-Louis Trintignant jako Georges ve filmu Láska (Amour)
  - Jean-Pierre Bacri jako Damien Hauer ve filmu Cherchez Hortense (Cherchez Hortense)
  - Patrick Bruel jako Vincent Larchet ve filmu Jméno (Le Prénom)
  - Denis Lavant jako Monsieur Oscar ve filmu Holy Motors (Holy Motors)
  - Vincent Lindon jako Alain Evrard ve filmu Quelques heures de printemps (Quelques heures de printemps)
  - Fabrice Luchini jako Germain Germain ve filmu U nich doma (Dans la maison)
  - Jérémie Renier jako Claude François ve filmu Cloclo (Cloclo)

- 2014: Guillaume Gallienne jako Guillaume a matka ve filmu Kluci a Guillaume, ke stolu! (Les Garçons et Guillaume, à table!)
  - Mathieu Amalric jako Thomas ve filmu Venuše v kožichu (La Vénus à la fourrure)
  - Michel Bouquet jako Auguste Renoir ve filmu Renoir (Renoir)
  - Albert Dupontel jako Bob Nolan ve filmu 9 Mois ferme (9 Mois ferme)
  - Grégory Gadebois jako Frédi ve filmu Mon âme par toi guérie (Mon âme par toi guérie)
  - Fabrice Luchini jako Serge Tanneur ve filmu S Molièrem na kole (Alceste à bicyclette)
  - Mads Mikkelsen jako Michael Kohlhaas ve filmu Michael Kohlhaas (Michael Kohlhaas)

- 2015: Pierre Niney jako Yves Saint-Laurent ve filmu Yves Saint Laurent (Yves Saint Laurent)
  - Niels Arestrup jako Dietrich von Choltitz ve filmu Diplomacie (Diplomatie)
  - Guillaume Canet jako Franck ve filmu Příště budu mířit na srdce (La prochaine fois je viserai le cœur)
  - François Damiens jako Rodolphe Bélier ve filmu Rodinka Belierových (La Famille Bélier)
  - Romain Duris jako David a Virginia ve filmu Une nouvelle amie (Une nouvelle amie)
  - Vincent Lacoste jako Benjamin ve filmu Hippocrate (Hippocrate)
  - Gaspard Ulliel jako Yves Saint-Laurent ve filmu Yves Saint Laurent (Yves Saint Laurent)

- 2016: Vincent Lindon jako Thierry ve filmu Zákon trhu (La Loi du marché)
  - Jean-Pierre Bacri jako François Sim ve filmu La Vie très privée de Monsieur Sim (La Vie très privée de Monsieur Sim)
  - Vincent Cassel jako Georgio ve filmu Můj král (Mon roi)
  - François Damiens jako François ve filmu Kovbojové (Les Cowboys)
  - Gérard Depardieu jako Gérard ve filmu Valley of Love (Valley of Love)
  - Antonythasan Jesuthasan jako Dheepan ve filmu Dheepan (Dheepan)
  - Fabrice Luchini jako Michel Racine ve filmu Talár (L'Hermine)

- 2017: Gaspard Ulliel jako Louis ve filmu Je to jen konec světa (Juste la fin du monde)
  - François Cluzet jako Jean-Pierre Werner ve filmu Venkovský lékař (Médecin de campagne)
  - Pierre Deladonchamps jako Mathieu ve filmu Janův syn (Le Fils de Jean)
  - Nicolas Duvauchelle jako Eddie ve filmu Slušný člověk (Je ne suis pas un salaud)
  - Fabrice Luchini jako André Van Peteghem ve filmu Líná zátoka (Ma loute)
  - Pierre Niney jako Adrien Rivoire ve filmu Frantz (Frantz)
  - Omar Sy jako Rafael Padilla ve filmu Monsieur Chocolat (Chocolat)

- 2018: Swann Arlaud jako Pierre ve filmu Chovatel (Petit Paysan)
  - Daniel Auteuil jako Pierre Mazard ve filmu Zaujetí (Le Brio)
  - Jean-Pierre Bacri jako Max Angeli ve filmu Dokud nás svatba nerozdělí (Le Sens de la fête)
  - Guillaume Canet v roli sebe sama ve filmu Rock'n Roll (Rock’n Roll)
  - Albert Dupontel jako Albert Maillard ve filmu Na shledanou tam nahoře (Au revoir là-haut )
  - Louis Garrel jako Jean-Luc Godard ve filmu Obávaný (Le Redoutable)
  - Reda Kateb jako Django Reinhardt ve filmu Django (Django)

- 2019: Alex Lutz jako Guy Jamet ve filmu Guy (Guy)
  - Édouard Baer jako markýz des Arcis ve filmu Madam J (Mademoiselle de Joncquières)
  - Romain Duris jako Olivier ve filmu Náš boj (Nos batailles)
  - Vincent Lacoste jako David ve filmu Amanda (Amanda)
  - Gilles Lellouche jako Jean ve filmu V dobrých rukou (Pupille)
  - Pio Marmaï jako Antoine Parent ve filmu Potížista (En liberté !)
  - Denis Ménochet jako Antoine Besson ve filmu Střídavá péče (Jusqu'à la garde)

### 20. léta
- 2020: Roschdy Zem jako Yacoub Daoud ve filmu Slitování (Roubaix, une lumière)
  - Daniel Auteuil jako Victor ve filmu Tenkrát podruhé (La Belle Époque)
  - Damien Bonnard jako Stéphane ve filmu Bídníci (Les Misérables)
  - Vincent Cassel jako Bruno Haroche ve filmu Výjimeční (Hors normes)
  - Jean Dujardin jako Marie-Georges Picquart ve filmu Žaluji! (J'accuse)
  - Reda Kateb jako Malik ve filmu Výjimeční (Hors normes)
  - Melvil Poupaud jako Alexandre Guérin ve filmu Chvála Bohu (Grâce à Dieu)

- 2021: Sami Bouajila jako Fares ve filmu Syn (Un fils)
  - Jonathan Cohen jako Frédéric ve filmu Nadměrná velikost (Énorme)
  - Albert Dupontel jako JB ve filmu Sbohem, blbci! (Adieu les cons)
  - Niels Schneider jako Maxime ve filmu Milostné historky (Les Choses qu'on dit, les choses qu'on fait)
  - Lambert Wilson jako Charles de Gaulle ve filmu De Gaulle (De Gaulle)

- 2022: Benoît Magimel jako Benjamin ve filmu De son vivant (De son vivant)
  - Damien Bonnard jako Damien ve filmu Les Intranquilles (Les Intranquilles)
  - Adam Driver jako Henry McHenry ve filmu Annette (Annette)
  - Gilles Lellouche jako Grégory ve filmu Severní Marseilles (BAC Nord)
  - Vincent Macaigne jako Mickaël ve filmu Noční doktor (Médecin de nuit)
  - Pio Marmaï jako Yann ve filmu Bod zlomu (La Fracture)
  - Pierre Niney jako Mathieu ve filmu Pád letu A800 (Boîte noire)

- 2023: Benoît Magimel jako vrchní komisař De Roller ve filmu Pacifiction (Pacifiction : Tourment sur les Îles)
  - Jean Dujardin jako Fred ve filmu Novembre (Novembre)
  - Louis Garrel jako Abel ve filmu Nevinný (L'Innocent)
  - Vincent Macaigne jako Simon ve filmu Deník chvilkové známosti (Chronique d'une liaison passagère)
  - Denis Ménochet jako Peter von Kant ve filmu Peter von Kant (Peter von Kant)

- 2024: Arieh Worthalter jako Pierre Goldman ve filmu Případ Goldman (Le Procès Goldman)
  - Romain Duris jako François Marindaze ve filmu Říše zvířat (Le Règne animal)
  - Benjamin Lavernhe jako Abbé Pierre ve filmu L'Abbé Pierre: Une vie de combats (L'Abbé Pierre : Une vie de combats)
  - Melvil Poupaud jako Grégoire Lamoureux ve filmu Jen my dva (L'Amour et les forêts)
  - Raphaël Quenard jako Yannick ve filmu Yannick (Yannick)

- 2025: Karim Leklou jako Aymeric ve filmu Le Roman de Jim (Le Roman de Jim)
  - François Civil jako Clotaire ve filmu Zběsilá láska (L'Amour Ouf)
  - Benjamin Lavernhe jako Thibaut Desormeaux ve filmu Kapelo, hraj (En Fanfare)
  - Pierre Niney jako Edmond Dantès ve filmu Hrabě Monte Christo (Le Comte de Monte-Cristo)
  - Tahar Rahim jako Charles Aznavour ve filmu Aznavour (Monsieur Aznavour)